# Avie Lester
Avie Lester (nacido en el año 1967 en Estados Unidos) es un exjugador de baloncesto estadounidense. Jugaba en la posición de pívot. Fue campeón con el KK Split, por aquel entonces conocido Pop 84, de la Euroliga en el año 1991.

## Trayectoria

### Formación
Jugó en la Universidad de North Carolina State con los Wolfpack, teniendo como compañeros a Chris Corchiani, Vinny Del Negro, Rodney Monroe, Charles Shackleford, Brian Howard, Chucky Brown y Tom Gugliotta, siendo su entrenador Jim Valvano.

### Profesional
Su punto culminante como profesional fue la Euroliga del año 1991 con el KK Split. Tenía como compañeros a Toni Kukoč, Zoran Savić,  Velimir Perasović, Zoran Sretenović, Žan Tabak, Luka Pavicevic, Aramis Naglić, Teo Čizmić, Petar Naumoski, Paško Tomić y Velibor Radović, siendo el entrenador Željko Pavličević. No tuvo excesivo protagonismo durante la temporada, pero en la final hizo un gran papel anotando 11 puntos y poniendo 3 tapones.